# Agrokipia
Agrokipia (gr. Αγροκηπιά) – wieś w Republice Cypryjskiej, w dystrykcie Nikozja. W 2011 roku liczyła 509 mieszkańców. 